# Afrikanischer Ochsenfrosch
Der Afrikanische Ochsenfrosch (Pyxicephalus adspersus, veraltetes Synonym: Rana adspersa) wird auch Gesprenkelter Grabfrosch oder Afrikanischer Grabfrosch genannt. Es handelt sich um einen sehr großen, massigen Froschlurch, der im südlichen und südöstlichen Afrika heimisch ist. Früher wurde die Art zur  Familie der Echten Frösche gezählt, zu Beginn des 21. Jahrhunderts wurde diese Familie jedoch in mehrere Familien geteilt und die Afrikanischen Ochsenfrösche bilden eine eigene Familie unter dem wissenschaftlichen Namen Pyxicephalidae.

## Merkmale
Pyxicephalus adspersus weist eine maximale Kopf-Rumpf-Länge von 24,5 cm auf und kann dann 1,4 kg schwer werden. Solche Maße erreichen allerdings nur die Männchen; die weiblichen Exemplare bleiben deutlich kleiner. Der Körper wirkt stark gedrungen und verfügt über einen kurzschnauzigen, breiten Kopf mit einem riesigen Maul. Im Unterkiefer befinden sich drei große, spitze, zahnartige Knochenstrukturen. Vorder- und Hinterbeine sind sehr muskulös gebaut, wobei die hinteren Extremitäten bis zu den Kniegelenken in der Rumpfhaut sitzen. Auf der Oberseite verlaufen mehrere Hautfalten in Längsrichtung, zudem ist die Haut von warzig-körniger Struktur. Die Färbung oberseits reicht von grünlich über grau bis bräunlich. Gelegentlich treten dunkle Flecken auf, vor allem bei Jungtieren auch ein heller Längsstreifen auf der Rückenmitte. Die Unterseite und die Achselhöhlen sind weißlich bis gelb gefärbt. Die Pupillen der Augen sind waagerecht ausgerichtet. Schwimmhäute zwischen den Zehen sind nur angedeutet. Verhärtete, zu Schaufeln umgeformte Fersenhöcker an den Fußsohlen nutzen die Frösche zum schnellen Eingraben in den Boden.

## Vorkommen, Lebensweise
Der Afrikanische Ochsenfrosch ist in Teilen von Angola, Botswana, Kenia, Malawi, Mosambik, Namibia, Sambia, Somalia, Südafrika, Tansania und Simbabwe verbreitet. Er kommt in Savannengebieten vor, in denen sich während der Regenzeit Tümpel bilden. Diese benötigt die Art zur Fortpflanzung und Entwicklung der Kaulquappen. Den größten Teil des Jahres lebt Pyxicephalus adspersus terrestrisch und gräbt sich Erdhöhlen zum Schutz vor Trockenheit. Darin kann er auch längere Zeitphasen überdauern (Trockenschlaf). Afrikanische Ochsenfrösche ernähren sich carnivor von Lebewesen, die sie überwältigen können; diese sind manchmal kaum kleiner als sie selbst. Neben Wirbellosen, kleinen Schlangen, Ratten und Mäusen gehören auch andere Frösche zum Nahrungsspektrum – innerartlicher Kannibalismus kommt häufig vor, auch schon unter den Juvenilen. Die Tiere können angeblich 45 Jahre alt werden, allerdings wohl nur in Gefangenschaft.

### Fressfeinde, Abwehrverhalten
Zu den Fressfeinden zählen vor allem Pelikane und Nilwarane. Aber auch Menschen fangen und verzehren diese Frösche. Bei Störungen und Gefahr verteidigen sie sich energisch durch Anspringen und Beißen des Gegners. Dabei stoßen sie ein Geschrei aus, das an das Brüllen von Rindern erinnert.

### Fortpflanzungsverhalten
Die Laichzeit wird durch starke Regenfälle ausgelöst. Die Männchen wandern in Massen in flache Wasseransammlungen ein und äußern laute, bellende Paarungsrufe. Jüngere Tiere halten sich dazu eher in den Randbereichen auf, während große, dominante Männchen das Zentrum besetzen. Diese legen ein sehr aggressives Revierverhalten an den Tag und versuchen Rivalen zu vertreiben. Es kann dabei auch zu Verletzungen und Todesfällen kommen. Die erscheinenden Weibchen begeben sich schwimmend und tauchend gezielt in die Mitte, um sich mit den stärksten Männchen zu verpaaren. Die Eier werden anschließend an einer flachen Stelle konzentriert abgegeben, wobei die Besamung des austretenden Laichs noch oberhalb des Wasserspiegels erfolgt. Die Eier der meisten Weibchen einer Laichgesellschaft werden von demselben, dominanten Männchen befruchtet. Dieses bewacht später auch die schlüpfenden und sich innerhalb weniger Wochen fertig entwickelnden Kaulquappen.

## Gefährdung
Der Gesamtbestand des Afrikanischen Ochsenfrosches wird von der IUCN gegenwärtig mit „LC“ (least concern = nicht gefährdet) eingestuft. In westlichen Industrieländern wird die Art gelegentlich als Terrarientier gehalten. Diese Individuen stammen aus Nachzuchten.